# Niccolò Spinola
Niccolò Spinola, (pl. Mikołaj Spinola; ur. 20 lutego 1659 w Madrycie, zm. 12 kwietnia 1735 w Rzymie) – włoski kardynał.

## Życiorys
Urodził się 20 lutego 1659 roku w Madrycie, jako jedno z jedenaściorga dzieci senatora Giovanniego Domenica Spinoli i Angeli Schiattini. Studiował na La Sapienzy, gdzie uzyskał doktorat utroque iure. 3 października 1706 roku przyjął święcenia kapłańskie, a dzień później został mianowany arcybiskupem tytularnym Teb. 10 października przyjął sakrę, a trzy tygodnie później został nuncjuszem w Toskanii. We wrześniu 1707 roku zrezygnował, a miesiąc później został mianowany nuncjuszem w Polsce i pełnił tę funkcję do roku 1712. 16 grudnia 1715 roku został kreowany kardynałem prezbiterem i otrzymał kościół tytularny San Sisto. Od 1723 roku był prefektem Kongregacji ds. Granic Państwa Kościelnego, a w latach 1724–1726 był kamerlingiem Kolegium Kardynalskiego. Zmarł 12 kwietnia 1735 roku w Rzymie.